# Partizanska bolnica Jelendol
Partizanska bolnica Jelendol bila je u narodnooslobodilačkoj vojsci naroda Jugoslavije jedna od 24 bolnice u najpoznatijem sistemu bolnica na prostoru Slovenije raspoređenih na Kočevskom Rogu, u krugu prečnika 15 km. Bolnica je bila u sitemu Slovenačke centralne vojnopartizanska bolnica Kočevski rog (skračeno SCVPB)  i funkcionisala je, uz manji prekid od leta 1943. godine pa sve do kraja Drugog svetskog rata.
Bolnica je danas jedna od dve sačuvane i zaštićene bolnice, od ukupno 24 koliko ih je bilo u Drgom svetskom ratu na prostoru Kočevskog Roga. Nakon što je obnovljena 1995. godine bolnica Jelendol je ušla u sastav Muzeja  novije istorije Slovenije i stavljena pod zaštitu države kao spomenik kulture od nacionalnog značaja za Republiku Sloveniju.

## Preduslovi
Rat, koji je počeo 6. aprila 1941. završio se porazom Jugoslovenske vojske i okupacijom Slovenije. Nakon raspada Kraljevinu Jugoslaviju 1941. godine područje Kočevskog Roga u Sloveniji, po teritorijalnoj podeli od strane okupatora, pripalo je Italiji. Zato su se kočevski Nemci, koji su tradicionalno više vekova nastanjivali Kočevski Rog, u zimu 1941/42. nasilno preseljeni u dolinu reke Save, odakle je nekoliko meseci ranije deportovano više od 36.000 Slovenaca. Nakon migracije Nemaca na Kočevskom Rog ostalo je više od četrdeset depopulizovanih sela i zaseoka.
Kočevski Rog je naziv za više od pet stotina kvadratnih kilometara razuđenog kraškog područja između Kočevsko-Ribničkog polja, Suve krajine, Novomestanske kotline i Bele Krajine, sa najvećim vrhom Veliki Rog visokim 1099 m. 
Klima na Rogu je hladna i vlažna zbog mešanja alpskih, mediteranskih i kontinentalnih vazdušnih struja. Životni uslovi su surovi, tako da je ljudski uticaj donedavno bio mali. Šume su uglavnom jelova i bukve, a najvažnije vrste drveta su jela, bukva, smreka, javorov, brest, jesen, lipa, divlja trešnja. U očuvanom prirodnom okruženju preživjele su tri najveće evropske zveri (vuk, medved i ris), papkari, ptice, sove i druge divlje životinje. U Rogu su postojale i tri prašume.
Sve to je Rog činilo teško prohodnim a zbog oštre klime prostor, nauslovnim za život pa ova oblast nije bila gušće naseljen sve do 14. veka, kada su ga naselili nemački kolonisti, koji su potom sve do Drugog svetskog rata formirali kulturni krajolik, sa više od 90% šumskog zemljišta, koje je do danas opstalo kao retko ostrvo očuvane prirode u Sloveniji i srednjoj Evropi.
Navedene geografske karakteristike Kočevskog Roga, pogodne za gerilski način borbe i iseljavanjem stanovništva, posebno onog naklonjenog Nemcima, sa ovog prostora, stvorilo je idealane uslove da ovaj prostor postane slobodna partizanska teritorije. Prva grupa partizana na Kočevskom Rogu pojavila se avgusta 1941. godine, da bi maja 1942. na širm prostoru Dolenjske, Notranjske i Bele Krajina nastala velika oslobođena teritorija. 
Kočevski Rog je tako postao centar pokreta otpora, a na Kraljevom kamenu do karaja avgusta 1942. godine delovalo je rukovodstvo pokreta otpora. Nakon velike italijanske ofanzive u leto 1942. (nazivane Roška), rukovodstvo NOP se povuklo sa Kočevskog Roga u Polhograjske dolomite, ali je u međuvremenu odlučiolo da se, ponovo vrati i da na Kočevskom Rogu osnuju komandnu bazu, partizanske bolnice, radionice, škole, štamparije i skladišta.

## Osnivanje i rad bolnice
Partizanska bolnica Jelendol (jedno vreme poznata i kao Odeljenje br. 1a) izgrašena je u uvali u podnožju Daleč hriba (Zelena gorica), udaljenoj jedan sat hoda od Podstenica, u dolini Adjunkt, gdje je velika letnja ofanziva 1942. primorala ranjenike da se premeste u ovu bolnicu iz prve partizanske bolnice u obližnjem Dalečkom hribu.  Počela je sa radom u proleće 1943.  godine.
Ukupno je za potrebe bolnice izgrađeno deset drvenih objekata:
- baraka za pacijente 10 x 7 m (oko 25 ležišta),
- skladište za namirnice (pola ukopano u zemlju),
- kuhinja,
- perionica - sa prostorijom za depedikulaciju i drugom prostorijom za sanitetski materijal,
- nužnik (baraka),
- baraka za upravu SCVPB
- kasnije izgrađena baraka za 50 rekonvalescenata,
- baraka sa operacijskom prostorijom i apotekom,
- nadstrešnica za 15 pacijenata).135
- podzemni bunker za 4 nepokretna ranjenika.

Tokom izrade preve barake, koriščeni su drveni klinovima zbog nedostatka gvozdenih, a prostor između balvana popunjen je mahovinom, a za izolaciju je koriščen i papir. Peći za grijanje su bile izrađene od benzinskih buradi, opeke ili su bile prenesene iz napuštenih kuća u okolini. 
Za osvijetljene su korišćene sveće i karbidne lampe. Problem snabdijevanja vodom rešen je rupom iskopanom na dnu obližnje vrteče. Dim iz kuhinje je odveden duž cevi do dimnice, u kojoj se prvo hladio, kako bi izgubio svoj trag u gustoj šumi. 
Pristup bolnici bio je dopušten tek nakon što su po šumi ležali trupci posečenih stabala. Zahvaljujući svim merama obezbeđenja do kraja rata bolnici nije bila otkrivena od strane neprijatelja.
Bolnicu je vodio od maja do sredine juna dr Pavel Lunaček - Igor, zatim dr Bogdan Brecelj do kapitulacije Italije, posle njega dr Ruža Šegedin. U leto 1943. radili su u Jelendolu i lekari dr Janez Milčinski i dr Vlado Vojska,L ojze Gunde - Rok, dr Pavle Kanc i dr Božena Sernec. Osoblje se sastojalo, pored lekara i od političkog komesara, intendanta, medicinskih sestara, ranjenika, šefa kuhinje, berberina, krojača, ponekad i stolara.
Do novembra 1943. godine bolnica je upravljala administracijom celokupne Slovenske centralne ratne partizanske bolnice (SCVPB) a nekoliko meseci bila je stomatološka klinika.
Bolnica je radila do kraja rata, i u njoj je lečeno 330 ranjenih. Tokom lečenja umr je 21 bolesnik. Umrli su sahranjeni na obližnjem groblju, u sastavu bolnice.

## Stepen zaštite i muzejska postavka
Partizanska bolnica Jelendol je Uredbom Republike Slovenije od 1952. godine stavljena pod zaštitu države kao spomenik kulture od nacionalnog značaja.
Nakon što je bolnica obnovljena 1995. godine, kao zaštićeni objekat od nacionalnog značaja za skoriju istoriju Slovenije, ona je postala jedna od stalnih muzejskih postostavki Dolenjskog muzeja i Muzeja novije slovenačke istorije.
Muzejska postavka naKočevskom Rogu je dostupna za posetiocima svakog radnog dana od 1. aprila do 31. oktobra  od 8 do 16 časova.

## Spoljašnje veze
- Šema razmeštaja objekata u  Partizanskoj bolnici Jelendol Архивирано на веб-сајту  (23. децембар 2018) (језик: словеначки)
- Partizanska bolnica v Kočevskem rogu (језик: словеначки)
- Nemci se sploh niso zavedali, da so bili čisto blizu (језик: словеначки)